# Відкритий чемпіонат Австралії з тенісу 1974
Відкритий чемпіонат Австралії з тенісу 1974 — тенісний турнір, що проходив між 26 грудня 1973 та 1 січня 1974  року на трав'яних кортах стадіону Куйонг у Мельбурні, Австралія. Це був 62-ий чемпіонат Австралії з тенісу і перший турнір Великого шолома в 1974 році. 

## Огляд подій та досягнень
Джиммі Коннорс здобув свою першу перемогу в турнірах Великого шолома. Бйорн Борг уперше й востаннє грав у Австралії. Він вибув у третьому колі.

## Результати фінальних матчів

### Дорослі
| Одиночний розряд. Чоловіки Детальніше   |                        |                    |
| Джиммі Коннорс                          | Філ Дент               | 7–6, 6–4, 4–6, 6–3 |
|                                         |                        |                    |
| Одиночний розряд. Жінки Детальніше      |                        |                    |
| Івонн Гулагонг                          | Кріс Еверт             | 7–6, 4–6, 6–0      |
|                                         |                        |                    |
| Парний розряд. Чоловіки Детальніше      |                        |                    |
| Росс Кейс Джефф Мастерз                 | Сід Болл Боб Джилтінен | 3–6, 7–6, 6–2      |
|                                         |                        |                    |
| Парний розряд. Жінки Детальніше         |                        |                    |
| Росс Кейс Джефф Мастерз                 | Сід Болл Боб Джилтінен | 3–6, 7–6, 6–2      |
|                                         |                        |                    |
| Мікст                                   |                        |                    |
| Змагання в цій категорії не проводилися |                        |                    |

## Виноски
1. ↑  1974 Men's Singles. Tennis Australia. Архів оригіналу за 29 січня 2011. Процитовано 4 серпня 2018.
2. ↑  1974 Women's Singles. Tennis Australia. Архів оригіналу за 29 січня 2011. Процитовано 4 серпня 2018.
3. 1 2  1974 Men's Doubles. Tennis Australia. Архів оригіналу за 17 січня 2013. Процитовано 4 серпня 2018.